# خاطرات جوانی من
خاطرات جوانی من (به انگلیسی: Memories of My Youth) (به پرتغالی: As Pequenas Memórias) یک زندگینامه نوشته نویسنده پرتقالی ژوزه ساراماگو برنده جایزه نوبل است که برای اولین بار در سال ۲۰۰۶ منتشر شد است.